# Ел Оро (провинция)
Ел Оро (на испански: El Oro) е една от 24-те провинции на южноамериканската държава Еквадор. Разположена е в южната част на страната. Общата площ на провинцията е 5817,40 км², а населението е 707 200 жители (по изчисления за 2019 г.). Провинцията е разделена на 14 кантона, някои от тях са:
1. Балсас
2. Портовело
3. Санта Роса